# Kuklen (huyện)
Kuklen là một huyện thuộc tỉnh Plovdiv, Bungaria. Dân số thời điểm năm 2001 là người.